# مسجد درغث
مسجد درغث مسجد يقع داخل أسوار البلدة القديمة لمدينة القدس، في حارة النصارى عل يمين الداخل من باب العامود.  تم تشييده عام 1964، ويُنسب إلى أحد الأولياء الصالحين وإسمه درغث، حيث يوجد مقامه خلف المسجد. يقع المسجد في الطابق الأول من مبناه، حيث تحتل  عدة دكاكين الطابق الأرضي. تبلغ مساحته 120 متر مربع.